# Орловская улица (Великий Новгород)
Орло́вская — улица в Великом Новгороде. Находится в южной—юго-западной части Софийской стороны.
Начинается Т-образным перекрёстком с улицей Прусской, пересекается с Троицкой и по насыпи, через озеро Мячино тянется до левого берега реки Волхов. Среди прочих, пересекается также с улицей Каберова-Власьевской.
Была образована в 1916 году. Название Орловская получила по имени строившейся в то время железной дороги Петроград—Орёл. После постройки (до 1917 года) шести каменных мостовых опор (быков) и подводящих к ним насыпей на обоих берегах (одна из них — Орловская улица), строительство было прекращено.
Застроена частными домами. На ней располагается Петровское кладбище с церковью Петра и Павла на Синичьей горе (XII век), и, в месте выхода улицы к Волхову — мемориал Героев Советского Союза Л. А. Черемнова, А. С. Красилова, И. С. Герасименко.